# Justin Hayward
David Justin Hayward (Swindon, 14 ottobre 1946) è un chitarrista e cantante inglese.
È il chitarrista e cantante del gruppo rock inglese The Moody Blues.

## Biografia
Nel 1965, Hayward suonò, con Marty Wilde e sua moglie Joyce, nel gruppo musicale Wilde Three. A 18 anni, firmò un contratto con il produttore Lonnie Donegan; una mossa di cui Hayward successivamente si pentì, in quanto tutti i diritti delle canzoni che scrisse prima del 1974 erano di proprietà della Tyler Music di Donegan.

### The Moody Blues
Hayward raggiunse i Moody Blues nel 1966, sostituendo il cantante/chitarrista Denny Laine.  Il bassista John Lodge, allo stesso tempo, sostituì Clint Warwick.
L'integrazione di Hayward e Lodge nei Moody Blues portò un grande successo commerciale, trasformandolo in uno dei gruppi con maggiori vendite del periodo.
L'album del 1967 Days of Future Passed, uno dei primi e più influenti album di progressive rock, vide la nascita di due singoli di successo usciti dalla penna di Hayward: Tuesday Afternoon e, soprattutto, Nights in White Satin. Hayward fu quindi autore di diversi brani di successo della band, tra cui Question, Voices in the Sky, Driftwood, The Voice, Blue World, Your Wildest Dreams e I Know You're Out There Somewhere.

### Il successo
Nel 1974, i Moody Blues decisero di prendersi una pausa di quattro anni. Hayward, tuttavia, continuò a collaborare con John Lodge. Insieme realizzarono un album nel 1975 dal titolo Blue Jays ed ebbero successo con la canzone "Blue Guitar" (che è in effetti una canzone scritta dal solo Hayward)
Hayward trovò il successo internazionale come solista nel 1977 con l'album Songwriter e nel 1978 quando apparve nel concept album Jeff Wayne's Musical Version of The War of the Worlds, che comprese i successi cantati da Hayward "Forever Autumn" e "The Eve of the War". Jeff Wayne più tardi contribuì all'album di Hayward del 1980 Night Flight.
Durante gli anni ottanta Hayward compose molti brani, sia per film che per la televisione, incluso il tema "It Won't Be Easy" per la serie tv del 1987 "Star Cops", "Something Evil, Something Dangerous" per il film Howling IV, "Eternal Woman" per She e le musiche di The Shoe People. Nel 1985 inoltre venne pubblicato il suo terzo lavoro solista dal titolo Moving Mountains.
Hayward iniziò a scrivere la maggior parte delle canzoni dei Moody Blues a partire dall'album The Other Side of Life del 1986, dal momento che l'apporto di Ray Thomas al gruppo cominciò a diminuire.
Nel 1989, con il produttore e arrangiatore Mike Batt, Hayward realizzò Classic Blue, un album di canzoni di altri musicisti, eseguito con l'accompagnamento orchestrale di Batt.  Nel 1996 eseguì la maggior parte dei brani per un altro album orchestrale dal titolo Justin Hayward and Friends Sing The Moody Blues Classic Hits, composto da canzoni dei Moody Blues, riarrangiate con la partecipazione della Frankfurt Rock Orchestra. Il suo album solista The View from the Hill venne realizzato sempre nel 1996, mentre un album dal vivo, Live in San Juan Capistrano fu successivamente pubblicato nel 1998.
Hayward fece la sua comparsa anche su un album solista di Rick Wakeman del 1999, dal titolo Return to the Centre of the Earth.
Nell'aprile del 2006, Hayward prese parte al tour teatrale per il Jeff Wayne's Musical Version of The War of the Worlds e riprese il suo ruolo sul finire del 2007 in Australia, e nel Regno Unito nel dicembre 2007.
In un'intervista dei primi anni 2010, Hayward e John Lodge dichiararono che non avevano progetti per fermarsi artisticamente nel futuro e che fu un "privilegio" lavorare ancora nel campo della musica, a distanza di tanti anni dai loro esordi. Nel febbraio 2013 Hayward pubblicò il disco solista Spirits of the Western Sky e l'anno successivo pubblicò il disco dal vivo Spirits... Live (2014).

## Strumenti
Hayward ha usato principalmente una chitarra Gibson ES-335 rossa. Sia nei concerti che in studio di registrazione, si è, inoltre, avvalso di altre chitarre, tra cui una Martin del 1955, una James Olssen, una acustica Black Guild, una Squier Stratocaster, una Fender Telecaster, una acustica Blonde Guild 12 corde (per Question) e nel 1967 una Gibson Les Paul nera.

## Premi
Hayward è stato premiato nel 1974 dall'associazione americana di compositori, autori e produttori ASCAP per le numerose canzoni di successo composte.  Nel 1985, i Moody Blues vinsero l'Ivor Novello Award per il loro contributo nella divulgazione della musica e nel 1988 Hayward ha ricevuto l'Ivor Novello Award, tra molti altri premi, come Compositore dell'anno (per "I Know You're Out There Somewhere"). Nel 2000, è stato uno degli unici artisti britannici a ricevere il "Golden Note" award per l'impegno profuso nel tempo come cantautore dall'American Society of Songwriters, Composers and Publishers (ASCAP). Nel 2004, Hayward è stato premiato con il "Gold Badge" dalla British Academy of Songwriters, Composers and Authors.

## Composizioni
- 1966 – London Is Behind Me (45 Giri)
- 1966 – Day Must Come (45 Giri)
- 1966 – I Can't Face the World Without You (45 Giri)
- 1966 – I'll Be Here Tomorrow (45 Giri)
- 1967 – Tuesday Afternoon in Days of Future Passed
- 1967 – Nights in White Satin in Days of Future Passed
- 1968 – Voices in the Sky in In Search of the Lost Chord
- 1968 – Visions of Paradise (con Ray Thomas) in In Search of the Lost Chord
- 1968 – The Actor in In Search of the Lost Chord
- 1969 – Lovely to See You in On the Threshold of a Dream
- 1969 – Never Comes the Day in On the Threshold of a Dream
- 1969 – Are You Sitting Comfortably? (con Ray Thomas) in On the Threshold of a Dream
- 1969 – Gypsy in To Our Children's Children's Children
- 1969 – Watching & Waiting (con Ray Thomas) in To Our Children's Children's Children
- 1969 – I Never Thought I'd Live to be a Hundred in To Our Children's Children's Children
- 1970 – Question in A Question of Balance
- 1970 – It's Up to You in A Question of Balance
- 1970 – Dawning Is The Day in A Question of Balance
- 1971 – Procession (con Thomas, Lodge, Edge and Pinder) in Every Good Boy Deserves Favour
- 1971 – The Story in your Eyes in Every Good Boy Deserves Favour
- 1971 – You Can Never Go Home in Every Good Boy Deserves Favour
- 1972 – You and Me (con Graeme Edge) in Seventh Sojourn
- 1972 – New Horizons in Seventh Sojourn
- 1972 – The Land of Make Believe in Seventh Sojourn
- 1973 – Island in Seventh Sojourn (Edizione deluxe Digitally Remastered)
- 1973 – The Dreamer (with Ray Thomas) in Seventh Sojourn (Edizione deluxe Digitally Remastered)
- 1975 – This Morning in Blue Jays
- 1975 – Remember Me My Friend (con John Lodge) in Blue Jays
- 1975 – My Brother (con John Lodge) in Blue Jays
- 1975 – Nights Winters Years in Blue Jays
- 1975 – I Dreamed Last Night in Blue Jays
- 1975 – Who Are You Now in Blue Jays
- 1975 – When You Wake Up (con John Lodge) in Blue Jays
- 1975 – Blue Guitar in Blue Jays
- 1977 – Tightrope in Songwriter
- 1977 – Songwriter in Songwriter
- 1977 – Country Girl in Songwriter
- 1977 – One Lonely Room in Songwriter
- 1977 – Lay It on Me in Songwriter
- 1977 – Stage Door in Songwriter
- 1977 – Raised on Love in Songwriter
- 1977 – Doin' Time in Songwriter
- 1977 – Nostradamus in Songwriter
- 1977 – Marie in Songwriter
- 1977 – Heart of Steel in Songwriter
- 1977 – Wrong Time Right Place in Songwriter
- 1978 – Had to Fall in Love in Octave
- 1978 – The Day We Meet Again in Octave
- 1978 – Driftwood in Octave
- 1978 – Top Rank Suite in Octave
- 1980 – Crazy Lovers in Night Flight
- 1980 – Nearer to You in Night Flight
- 1980 – A Face in the Crowd in Night Flight
- 1980 – Suitcase in Night Flight
- 1981 – The Voice in Long Distance Voyager
- 1981 – Gemini Dream (con John Lodge) in Long Distance Voyager
- 1981 – In My World in Long Distance Voyager
- 1981 – Meanwhile in Long Distance Voyager
- 1983 – Blue World in The Present
- 1983 – Meet Me Halfway (con John Lodge) in The Present
- 1983 – It's Cold Outside of Your Heart in The Present
- 1983 – Running Water in The Present
- 1983 – Eternal Woman (dal film She)
- 1985 – One Again in Moving Mountains
- 1985 – Take Your Chances in Moving Mountains
- 1985 – Is it Just a Game? in Moving Mountains
- 1985 – Moving Mountains in Moving Mountains
- 1985 – Silverbird (con Jeff Wayne) in Moving Mountains
- 1985 – Who Knows? in Moving Mountains
- 1985 – Goodbye in Moving Mountains
- 1985 – Lost and Found in Moving Mountains
- 1985 – The Lights are Low in Moving Mountains
- 1986 – Your Wildest Dreams in The Other Side of Life
- 1986 – Talkin' Talkin' (con John Lodge) in The Other Side of Life
- 1986 – I Just Don't Care in The Other Side of Life
- 1986 – Runnin' Out of Love on The Other Side of Life
- 1986 – The Other Side of Life in The Other Side of Life
- 1986 – Slings and Arrows (con John Lodge) on The Other Side of Life
- 1987 – It Won't Be Easy (con Tony Visconti) (Tema dallo show Star Cops)
- 1988 – I Know You're Out There Somewhere in Sur la mer
- 1988 – Want to Be With You (con John Lodge) in Sur la mer
- 1988 – The River of Endless Love (con John Lodge) in Sur la mer
- 1988 – No More Lies in Sur la mer
- 1988 – Vintage Wine in Sur la mer
- 1988 – Breaking Point (con John Lodge) in Sur la mer
- 1988 – Miracle (con John Lodge) in Sur la mer
- 1988 – Deep in Sur la mer
- 1989 – Shoe People (dal programma televisivo per ragazzi con lo stesso nome)
- 1989 – The Angels Cry, eseguita da Agnetha Fältskog e Annie Haslam, separatamente
- 1989 – Something Evil, Something Dangerous (dal film The Howling IV)
- 1991 – Say It With Love in Keys of the Kingdom
- 1991 – Bless The Wings in Keys of the Kingdom
- 1991 – Is This Heaven? (con John Lodge) in Keys of the Kingdom
- 1991 – Say What You Mean (Parti I & II) in Keys of the Kingdom
- 1991 – Hope and Pray in Keys of the Kingdom
- 1991 – Once Is Enough (con John Lodge) in Keys of the Kingdom
- 1991 – Never Blame the Rainbows for the Rain (con Ray Thomas) in Keys of the Kingdom
- 1996 – I Heard It in The View from the Hill
- 1996 – Broken Dream in The View From The Hill
- 1996 – It's Not Too Late in The View From The Hill
- 1996 – The Way of the World in The View From The Hill
- 1996 – Sometimes Less is More (con Dennis Lambert) in The View From The Hill
- 1996 – Troubadour in The View From The Hill
- 1996 – Shame in The View From The Hill
- 1996 – Billy in The View From The Hill
- 1996 – Children of Paradise in The View From The Hill
- 1999 – English Sunset in Strange Times
- 1999 – Haunted in Strange Times
- 1999 – Sooner or Later (con John Lodge) in Strange Times
- 1999 – Foolish Love in Strange Times
- 1999 – All That is Real is You in Strange Times
- 1999 – Strange Times (con John Lodge) in Strange Times
- 1999 – The One (con John Lodge) in Strange Times
- 1999 – The Swallow in Strange Times
- 2001 – Water (con John Lodge) in Journey into Amazing Caves
- 2001 – We Can Fly (con John Lodge) in Journey into Amazing Caves
- 2003 – Don't Need A Reindeer in December
- 2003 – December Snow in December
- 2003 – In The Quiet of Christmas Morning (lyrics only, with John Lodge) in December
- 2003 – Yes, I Believe in December

## Discografia solista

### Album in studio
- 1975 – Blue Jays (con John Lodge)
- 1977 – Songwriter
- 1980 – Night Flight
- 1985 – Moving Mountains
- 1989 – Classic Blue (con Mike Batt)
- 1996 – Justin Hayward and Friends Sing The Moody Blues Classic Hits (con Michael Sadler e Shaun Williamsen)
- 1996 – The View from the Hill
- 2013 – Spirits of the Western Sky

### Live
- 1998 – Live in San Juan Capistrano
- 2014 – Spirits... Live

### Compilation
- 2016 – All the Way

### Video
- 1998 – Live in San Juan Capistrano
- 2014 – Spirits... Live
- 2016 – Live in Concert at The Capitol Theatre